# خليل الله خليلي
خليل الله خليلي (1907-1987) ويلقب بأستاذ خليلي. شاعر وأديب ومؤرخ وأكاديمي ودبلوماسي أفغاني، كتب وألّف باللغة الفارسية. كان الشاعر الأفغاني الأبرز في القرن العشرين. ويعد آخر كبار شعراء الفارسية الكلاسيكيين، وواحد من أوائل من قدّموا الشعر الفارسي الحديث أو كما يعرف بـ (أسلوب نيما) في أفغانستان. وكان لديه اطلاع وإلمام بالاسلوب الخراساني، وكان معجباً بشاعر القرن 11 الفرخي السيستاني. وكان الوحيد بين معاصريه من الشعراء الأفغان الذي تمتع بعدد كبير من المعجبين والمتابعين له في ايران حيث نشرت قصائده هناك، كما لقيت أعماله ثناءاً كبيراً من قبل أشهر الأدباء والمثقفين الإيرانيين. ويرى الكثيرون بأنه أعظم شعراء اللغة الفارسية في أفغانستان.
عُرف خليلي بعمله الكبير بطل خراسان وهي سيرة ذاتية مثيرة للجدل لحبيب الله كلكاني الذي نصّب نفسه حاكماً على أفغانستان عام 1929.

## حياته
ولد خليل الله خليلي في عام 1907 في قرية باغ جهان آراى بولاية كابول، وهي ذات القرية التي ولد فيها حبيب الله كلكاني. وهو ينتمي إلى قبيلة صافي البشتونية، والده ميرزا محمد حسين خان الذي أصبح وزير المالية في عهد الملك حبيب الله خان، وكان يمتلك عدة قصور في كابول وجلال آباد، لكنه عُزل فيما بعد وتم إعدامه من قبل الملك أمان الله خان. والدته هي ابنة عبد القادر خان أحد زعماء قبيلة صافي البشتونية والتي توفيت حين كان خليلي في السابعة من عمره.
عاش خليلي طفولته في كابول حتى بلوغه الحادية عشر، حينما اغتيل الملك حبيب الله خان وقام الملك الجديد أمان الله خان باعتقال قادة النظام السابق وبينهم والد خليلي الذي تم إعدامه. بعد هذه الحادثة عاش خليل الله خليلي يتمياً منبوذاً في كابول، حيث انتقل في تلك السنوات الصعبة إلى شمال كابول، فدرس الأدب الكلاسيكي والعلوم التقليدية الأخرى على يد كبار المختصين وبدأ في هذه المرحلة بكتابة الشعر.
في عام 1929 قام حبيب الله كلكاني بعزل أمان الله خان عن الحكم، فانضم خليلي إلى عمه عبد الرحيم خان صافي الذي أصبح حاكم هرات الجديد، حيث بقي هناك لأكثر من عشر سنوات.
في أوائل الأربعينيات انتقل خليلي إلى كابول لينضم إلى عمه عبد الرحيم خان الذي تم تعيينه نائباً لرئيس الوزراء، لكن في عام 1945 قام عدد من زعماء قبيلة صافي بالتمرد ما أدى إلى سجنه مع عمه. وبعد عام من السجن تم الإفراج عنه ونفيه إلى قندهار حيث ذاعت شهرته هناك كشاعر معروف.
في الخمسينيات تم السماح له بالعودة إلى كابول حيث تم تعيينه وزيراً للثقافة والإعلام، وبدأ بالتدريس في جامعة كابول. واصبح مستشاراً للملك محمد ظاهر شاه وكان مقرباً منه وكثيراً ما ينضم اليه في رحلات الصيد.
ولإجادته التحدث باللغة العربية بطلاقة، عمل خليلي في فترة الستينيات والسبعينيات سفيراً لبلاده في السعودية والعراق. كما أصبح عضواً في الجمعية الدستورية لعام 1964 ونائباً عن مقاطعة جبل سراج في البرلمان الأفغاني.
عقب انقلاب أبريل 1978 الشيوعي، طلب خليلي اللجوء إلى المانيا ولاحقاً إلى الولايات المتحدة، وهناك كتب الكثير من أقوى قصائده عن الحرب في وطنه الأم.
في أواخر الثمانينيات انتقل إلى العاصمة الباكستانية اسلام آباد حيث قضى باقي سنوات حياته. توفي خليلي في عام 1987 وتم دفنه في بيشاور إلى جوار ضريح الشاعر البشتوني رحمن بابا. وفي عام 2016 تم نقل رفاته إلى افغانستان ليتم دفنه في حرم جامعة كابول إلى جوار ضريح جمال الدين الأفغاني.  بی‌بی‌سی

## أعماله
يعد خليل الله خليلي كاتب غزير الإنتاج، أنتج على مدار حياته المهنية ذخيرة من الأعمال بلغ عددها 62 عنواناً تنوعت بين الشعر والرواية والتأريخ والسيرة الذاتية.
في مجال الشعر أصدر 35 مجلداً بضمنها عمله الشهير دموع ودماء والذي كتبه خلال الاحتلال السوفييتي لأفغانستان، وكتاب بطل خراسان. وباستثناء مجموعة مختارة من رباعياته، ومجموعة قصائد مختارة بعنوان اجتماع العث، يبقى شعره غير معروف بشكل واسع للقراء الناطقين بالإنكليزية.

## وصلات خارجية
- An article by Said Ehsan in the Lamar-Aftaab online magazine
- "Restoring Poetry to Afghanistan" by Steve Coll
- "Bitter Fruit Falling" by Khalilullah Khalili
- "He Is With You Wherever You Are"